# 托馬斯頓 (緬因州)
托馬斯頓（英語：Thomaston）是一個位於美國緬因州諾克斯縣的鎮。

## 人口
根據2020年美國人口普查的數據，托馬斯頓的面積為29.73平方千米，當中陸地面積為28.33平方千米，而水域面積為1.40平方千米。當地共有人口2739人，而人口密度為每平方千米92人。